# Plymouth (New Hampshire)
Die Town of Plymouth ist eine Universitätsstadt in New Hampshire. Das U.S. Census Bureau hat bei der Volkszählung 2020 eine Einwohnerzahl von 6.682 ermittelt. Der Name geht auf die Plymouth Colony in Massachusetts zurück. Die Siedlung entstand auf einem zusammenhängenden Stück noch nicht von Kolonisten beanspruchten Landes am Pemigewasset River nahe einer Stelle, an der sich vormals ein Indianerdorf befunden haben soll. Die meisten der ursprünglichen Siedler waren Veteranen des Siebenjährigen Krieges, die aus Hollis zugewandert waren. Plymouth ist Sitz der Plymouth State University.

## Geographie

### Lage
Plymouth liegt in der „Lakes Region“ New Hampshires. Es grenzt an Campton im Norden, Holderness und Ashland im Osten, Bridgewater und Hebron im Süden sowie Groton und Rumney im Westen. Im Stadtgebiet mündet der Baker River in den Pemigewasset, der die östliche Gebietsgrenze bildet. Plymouth liegt im Wassereinzugsbereich des Merrimack River. Der Plymouth Mountain mit 666 Metern Höhe ist die höchste Erhebung im Gemeindegebiet.

### Gemeindegliederung
Neben dem Hauptort liegt West Plymouth oberhalb desselben im Tal des Baker River. Glove Hollow, der ehemalige Standort einer Handschuhfabrik und 1934 noch als Gebiet von Plymouth erwähnt, tritt als eigenständiger Ortsteil nicht mehr in Erscheinung.

## Geschichte

### Entwicklung
Die erste Erwähnung kolonialer Aktivitäten im Gebiet des heutigen Plymouth datiert in das Jahr 1712, als eine Expedition aus Massachusetts unter dem Befehl eines Captain Baker ein Dorf der Ureinwohner überfiel, das sich nördlich der Flussmündung befand. Danach wurde das Gebiet von Ureinwohnern wie Weißen auf Jagd- und Kriegszügen durchquert. 1762 kamen Siedler aus Hollis, um das Gebiet und einen Weg zu dessen Erschließung zu erkunden. Nach ihrer Rückkehr erwarben sie eine Siedlungskonzession, die am 15. Juli 1763 durch Gouverneur Benning Wentworth bewilligt wurde. Von den 63 daran Beteiligten kamen 36 aus Hollis, doch nur zehn davon siedelten sich auf ihrem neuen Land an. Weitere sechs der registrierten Eigentümer gehörten dem Gouverneursrat an. Wie auch in anderen Fällen (vgl. z. B. Bow) kam es infolge konkurrierender Siedlungskonzessionen zu Konflikten. Diese wurden beigelegt, nachdem ein am 27. Oktober 1780 dazu bestalltes Komitee unter anderen die Grenzen von Plymouth eindeutig festlegte. Ein dabei abgetrenntes Gebiet wurde auf Antrag im Nachhinein wieder zu Plymouth dazugeschlagen. 1792 wurde der Südwesten Plymouths mit einem Teil von Groton zusammen zur neuen Gemeinde Hebron. 1845 kamen einige Grundstücke davon an Plymouth zurück, und 1860 wurde in einer letzten Änderung (Stand 2021) ein Teil von Campton annektiert.
Nachdem 1763 die ersten Männer in Plymouth die Besiedelung vorbereitet hatten und zum Teil auch über Winter geblieben waren, kamen die ersten Familien im Frühjahr 1764 an. Bis Ende des Jahres hatten sich zwölf Siedler mit ihren Familien niedergelassen. Im nächsten Frühjahr, 1765, waren so viele der noch nicht eingetroffenen Familien bereit zum Umzug das die Inhaber beschlossen, ihre nächste Versammlung in der neuen Siedlung abzuhalten. Sie fand am 19. Mai in Plymouth im Haus des Siedlers und Eigentümers Daniel Webster statt. Bis dahin war Plymouth überwiegend eine Kolonie von Hollis. Nur zwei der ersten zwölf Familien kamen nicht von dort.
Im Jahr 1831 wurde das Town of Plymouth Fire Department gegründet. 1859 hatte Plymouth drei Kirchen, elf Schulbezirke und eine Oberschule, zwei Postämter, drei Handschuhhersteller, zwei Kutschbauer, zwei Korn-, sechs Säge- und eine Hobelmühle und diverse Werkstätten, Läden und Hotels. 1875 werden genannt zwei Kirchen, elf Schulen, deren jährliche Dauer durchschnittlich 22 Wochen betrug, daneben die Normalschule (s. u., Plymouth State University), vier private Büchereien, zwei Hotels und elf Handschuhhersteller. Das größte der Hotels war das Pemigewasset House, das im Jahr von der Eisenbahngesellschaft erbaut wurde, und eines der bekannteren großen Hotels New Hampshires um die Jahrhundertwende war. Es wurde zwischenzeitlich neu errichtet, nachdem es 1862 und 1909 abgebrannt war, brannte erneut im Jahr 1934 und schloss endgültig im Jahr 1958. In diesem Hotel starb Nathaniel Hawthorne  auf dem Weg zur Sommerfrische in den White Mountains. 1881 wurde eine Bank gegründet, die Pemigewasset National Bank.
Plymouth lag verkehrsgünstig im Tal zweier Flüsse und später zunächst an einer internationalen Eisenbahnlinie, ehe eine zweite Strecke vom Ort in die White Mountains gebaut und Plymouth zum Knotenpunkt wurde, durch den Touristen in die Berge weiterreisten, wenn sie nicht vor Ort verblieben. Es  war einer von zwei Sitzen der Verwaltung von Grafton County und ein Handelsplatz, hatte produzierendes Gewerbe, Hotels und nennenswerten Sommertourismus neben der Landwirtschaft. Plymouth gehörte zu den drei größten Anbaugebieten von Äpfeln in New Hampshire. Zu den Haupteinnahmezweigen im späten 19. Jahrhundert gehörte die Herstellung von ledernen Handschuhen. 1875 existierten elf Betriebe, die 5740 Dutzend Wildleder- und 11.000 Dutzend andere Lederhandschuhe im Wert von 120.000 Dollar herstellten. Im gleichen Jahr wurde der Wert aller in Plymouth hergestellten Gütern mit 224.000 Dollar angegeben. In den frühen 1830er Jahren entwickelte ein Lederarbeiter in Plymouth eine Methode der Wildlederverarbeitung unter Verwendung von Hemlocköl, bei der die Narbung des Leders entfernt wurde. Die mit diesem Verfahren hergestellten Handschuhe wurden als Plymouth Buck Gloves bekannt. Zwischen 1835 und 1870 gab es um die zwanzig Betriebe, die entweder solche Handschuhe herstellten oder das dafür benötigte Leder bereiteten. Eine davon war die Firma Draper & Maynard, die 1840 in Glove Hollow ihre erste Fabrikation hatte. Die Firma zog 1881 nach Ashland um, bis sie 1900 an ihren letzten Standort in Plymouth zog. Ende 1911 wurde das Anfang des Jahres abgebrannte Fabrikationsgebäude durch einen Neubau ersetzt, in dem bis zur Geschäftseinstellung 1937 Handschuhe und andere Sportausrüstung produziert wurden. Draper & Maynard war bis in die 1920er Jahre einer der größten Sportartikelhersteller der USA und zählte Spieler wie Babe Ruth oder Teams wie die Boston Red Sox zu ihren Stammkunden und gelegentlich auch Gästen.

### Eisenbahn

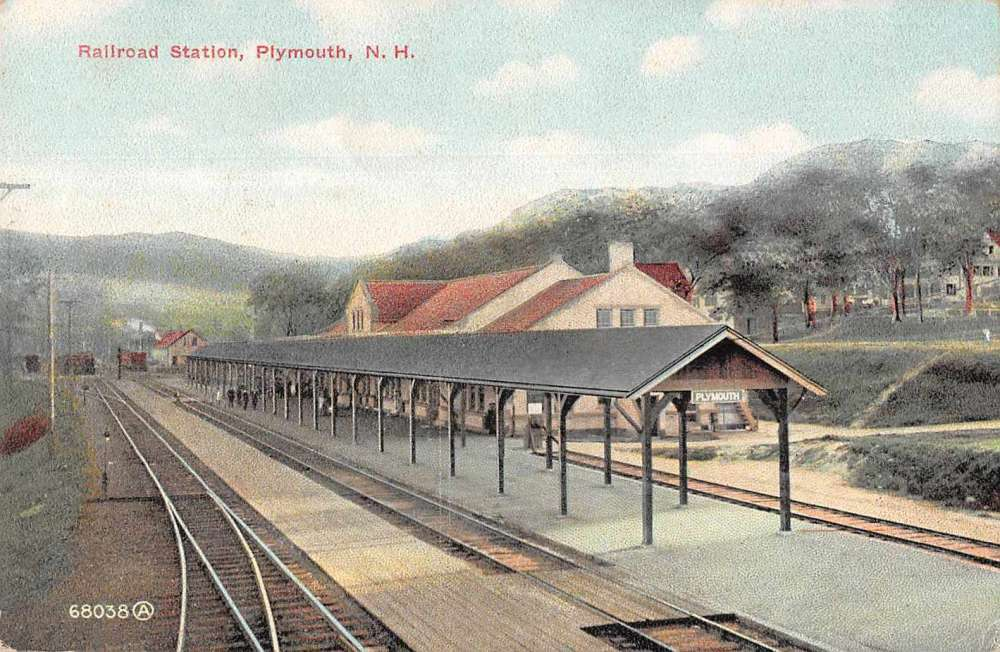
Der Bahnhof auf einer historischen Postkarte, ca. 1907–1915

1850 erreichte die Eisenbahn Plymouth, als die Strecke von Concord nach Wells River in Vermont gebaut wurde. Diese verzweigte sich in Plymouth. Der Ast nach Wells River wurde 1853 fertig gestellt. Damit hatte Plymouth Anschluss an durchgehende Zugverbindungen nach Kanada. Dieser Streckenabschnitt war bis 1954 in Betrieb. Die in Plymouth abzweigende Strecke führte ab 1883 nach Lincoln. Die Züge von Kanada nach Boston hielten am Pemigewasset House zum Essen und je nach Fahrplan auch über Nacht.
1879 wurde eine Gesellschaft zur Wasserversorgung von Plymouth gegründet, unter Beteiligung eines ortsansässigen Unternehmers und ehemaligen Postkutschers. Das Wasserwerk ging unter dessen Leitung 1881 in Betrieb und versorgte nicht nur die Gemeinde, sondern auch die Eisenbahn mit Wasser.

### Religionsgemeinschaften
1765 entstand die Gemeinde der Congregationalisten von Hollis aus. 1767 wurde beschlossen ein Versammlungshaus zu bauen, das allen Religionsgemeinschaften offen stand. Das Haus war ein zweistöckiger Blockbau mit Galerien. Es brannte 1787 nieder, möglicherweise, weil nach drei Jahren der Debatte über ein neues Versammlungshaus ein eifriger Befürworter des Neubaus seinem Standpunkt Nachdruck verleihen wollte. Der Rohbau des Nachfolgebaus wurde im Oktober des gleichen Jahres errichtet, die Fertigstellung erfolgte einige Jahre später. Das dritte Haus wurde 1837 eingeweiht. Die Baptisten hatten im Jahr 1780 von der Gemeinde Befreiung von der Geistlichenabgabe erwirkt. Sie durften ab 1796 das gemeinschaftliche Versammlungshaus nutzen, machten aber nur kurz Gebrauch davon. 1837 wurde eine Gemeinde organisiert, doch sie existierte nur wenige Jahre. 1826 hatten die Methodisten ihre erste eigene Kirche geweiht, die 1865 abgerissen wurde und 1872 einen Nachfolgebau bekam. Diese Gemeinde wurde von Wanderpredigern betreut, bis sich 1839 ein methodistischer Geistlicher in Plymouth niederließ. Die Kirche der Universalisten-Gemeinde wurde am 28. Oktober 1884 geweiht.

### Bevölkerungsentwicklung
| Volkszählungsergebnisse – , New Hampshire | Volkszählungsergebnisse – , New Hampshire | Volkszählungsergebnisse – , New Hampshire | Volkszählungsergebnisse – , New Hampshire | Volkszählungsergebnisse – , New Hampshire | Volkszählungsergebnisse – , New Hampshire | Volkszählungsergebnisse – , New Hampshire | Volkszählungsergebnisse – , New Hampshire | Volkszählungsergebnisse – , New Hampshire | Volkszählungsergebnisse – , New Hampshire | Volkszählungsergebnisse – , New Hampshire |
| Jahr                                      | 1767                                      | 1773                                      | 1775                                      | 1783                                      | 1786                                      | 1790                                      | 1800                                      | 1810                                      | 1820                                      | 1830                                      |
| ----------------------------------------- | ----------------------------------------- | ----------------------------------------- | ----------------------------------------- | ----------------------------------------- | ----------------------------------------- | ----------------------------------------- | ----------------------------------------- | ----------------------------------------- | ----------------------------------------- | ----------------------------------------- |
| Einwohner                                 | 227                                       | 345                                       | 382                                       | 531                                       | 532                                       | 625                                       | 743                                       | 937                                       | 983                                       | 1175                                      |
| Jahr                                      | 1840                                      | 1850                                      | 1860                                      | 1870                                      | 1880                                      | 1890                                      | 1900                                      | 1910                                      | 1920                                      | 1930                                      |
| Einwohner                                 | 1281                                      | 1290                                      | 1407                                      | 1409                                      | 1719                                      | 1852                                      | 1972                                      | 2200                                      | 2353                                      | 2470                                      |
| Jahr                                      | 1940                                      | 1950                                      | 1960                                      | 1970                                      | 1980                                      | 1990                                      | 2000                                      | 2010                                      | 2020                                      | 2030                                      |
| Einwohner                                 | 2533                                      | 3039                                      | 3210                                      | 4225                                      | 5094                                      | 5815                                      | 5886                                      | 6990                                      | 6682                                      |                                           |

## Städtische und öffentliche Einrichtungen
Plymouth hat gemeindeeigene Polizei-, Feuerwehr- und medizinische Notdienste. Es verfügt über ein Krankenhaus, das Speare Memorial Hospital, und eine Bibliothek, die Pease Public Library. Die Grundschule ist gemeindeeigen, die Oberschule ist Teil der Pemi-Baker Schulkooperative, an der neben Plymouth Ashland, Campton, Holderness, Rumney, Thornton und Wentworth beteiligt sind. Daneben gibt es drei private oder konfessionelle Schulen sowie neun Kinderbetreuungseinrichtungen (Stand 2019). Wasser- und Klärwerk werden durch die Gemeinde betrieben, die Müllentsorgung erfolgt mittels eines teilnahmepflichtigen Recyclingprogrammes.

### Plymouth State University
Die Anfänge der Universität liegen in einer Normalschule, die in Plymouth 1871 gegründet wurde. 1870 verabschiedete der Staat von New Hampshire ein Gesetz zur Gründung und dem Betrieb einer staatlichen Normalschule zur verbesserten Ausbildung von Lehrern. Die Kommission wählte Plymouth als Standort. Dieses hatte die Nutzung der 1808 gegründeten Holmes Academy sowie weitere Unterstützung zugesagt. Die Anfänge der Holmes Academy, einem Vorreiter bei der Ausbildung von Lehrern, gehen bis ins Jahr 1808 zurück. Die Schulen in Plymouth, Grund- wie Oberschulen, wurden bis 1874 als Musterschulen unter der Aufsicht der Normalschule organisiert, und 1890 wurden ein neues Lehrgebäude, die „Round Hall“, sowie ein Wohngebäude errichtet.
Im Jahr 1911 übernahm der ehemalige Leiter der Pinkerton Academy Dr. Ernest Silver die Leitung der Schule und begann, deren Leistungen und Einrichtungen auszubauen. Für kurze Zeit gehörte der Dichter Robert Frost zum Kollegium. Das American Council of Teacher Colleges stufte die Einrichtung in Plymouth als Grade-A Teachers College ein, und zwölf Jahre später änderte der Staat die Bezeichnung offiziell in Plymouth Teachers College. 1946 bot das College seine ersten akademischen Abschlüsse an, 1963 wurde es zum Plymouth State College of the University System of New Hampshire. In Anerkennung der Ausgestaltung des Lehrprogrammes wurde das College im Jahr 2003 in Plymouth State University umbenannt.

## Verkehr
Durch Plymouth verlaufen der Interstate 93 von Boston durch die White Mountains nach Vermont und die US-3, die von Massachusetts bis an die kanadische Grenze durch ganz New Hampshire führt, sowie die Staatsstraßen NH3A und NH 25. Die Bahnstrecke nach Wells River ist abgebaut, die Strecke aus Süden in Richtung Lincoln gehört dem Staat und wird von der Hobo & Winnipesaukee Scenic Railroad für Ausflugsfahrten benutzt, die im Herbst zur Zeit der Laubverfärbung auch durch Plymouth führen. Am Baker River liegt der Plymouth Municipal Airport, ein Landeplatz mit Grasbahn, in Bristol ein solcher mit asphaltierter Piste. Der nächstgelegene Flughafen im Linienverkehr ist der Lebanon Municipal Airport, nächstgelegener Interkontinentalflughafen der Logan International Airport in Boston.

## Personen
- Eliza Coupe (geb. 1981) Schauspielerin